# Раба, Йост
Йост Раба (нем. Jost Raba; 17 августа 1900, Фрайзинг — 12 февраля 2000) — немецкий скрипач.

## Биография
Окончил гимназию в Аугсбурге, там же в 1917—1920 годы учился музыке у Яна Слуничко. Затем продолжил образование в Мюнхенском университете, одновременно в 1920—1925 годы учился как скрипач в Мюнхенской высшей школе музыки у Александра Печникова и Феликса Бербера. С 1921 года был концертмейстером в консерваторском оркестре.

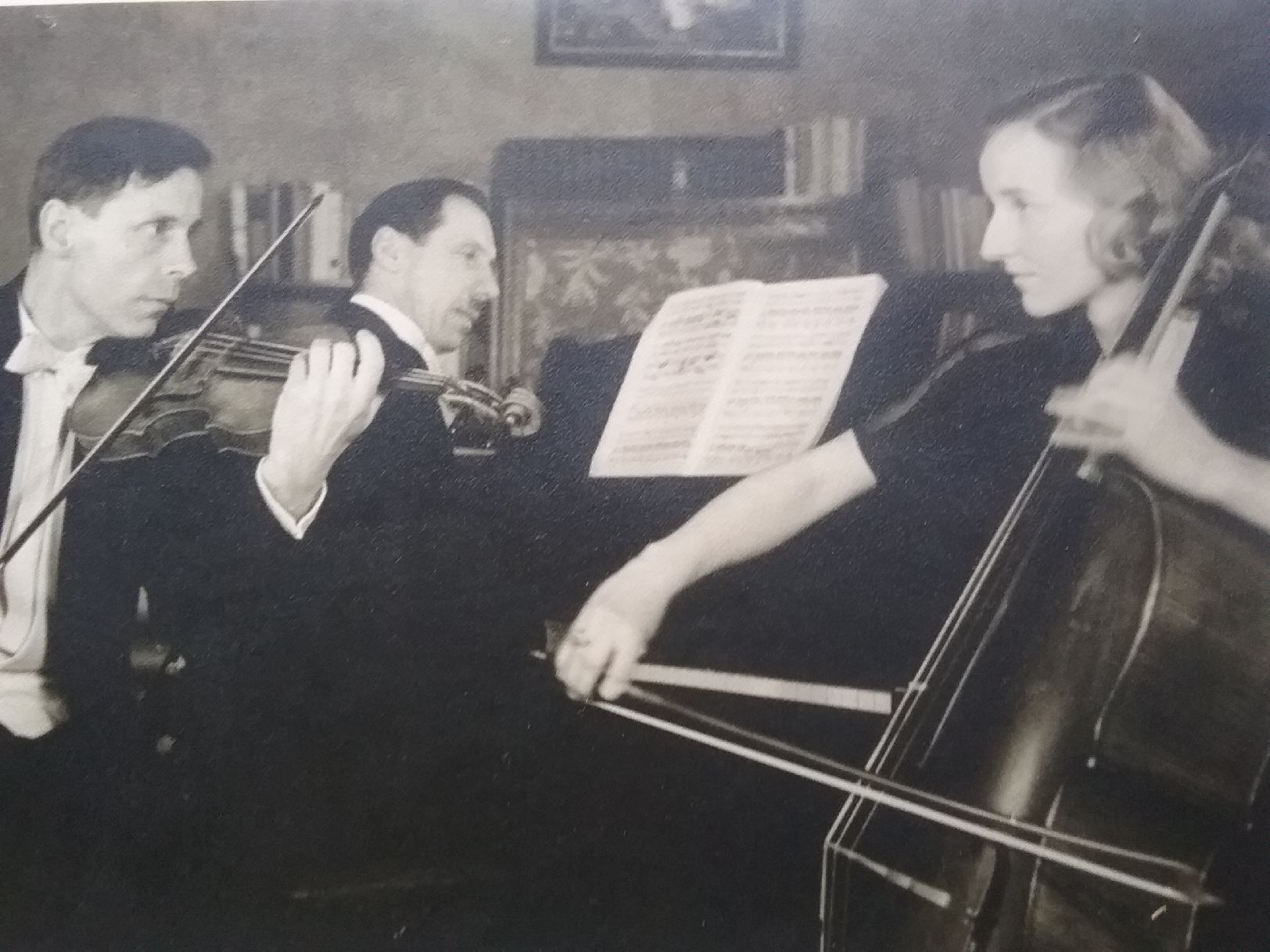
Йост Раба (слева) с Карлом Коттермайером и Инге Раба в составе Раба-трио

По окончании учёбы преподавал скрипку и камерный ансамбль в Аугсбургской консерватории, выступал как примариус струнного квартета, работал концертмейстером в различных камерных оркестрах. В 1934—1938 годах вторая скрипка в струнном квартете Макса Штруба. В 1936—1945 годы профессор Берлинской высшей школы музыки. Затем вернулся в Мюнхен, с 1946 года профессор Мюнхенской высшей школы музыки, c 1948 года играл в составе фортепианного трио Рабы вместе с женой, виолончелисткой Инге Раба (партию фортепиано в разные годы исполняли Карл Коттермайер, Фриц Хюбш и Альдо Шён. Вместе с Францем Мозером составил сборник упражнений «Основы скрипичной техники» (нем. Fundamentale Violintechnik; 1953—1954).
Поздние годы жизни провёл в Мурнау-ам-Штаффельзе, где и похоронен.